# Lepeta caecoides
Lepeta caecoides är en snäckart som beskrevs av Carpenter 1865. Lepeta caecoides ingår i släktet Lepeta och familjen Lepetidae. Inga underarter finns listade i Catalogue of Life.